# Eyprepocnemis djeboboensis
Eyprepocnemis djeboboensis är en insektsart som beskrevs av Nicholas David Jago 1962. Eyprepocnemis djeboboensis ingår i släktet Eyprepocnemis och familjen gräshoppor. Inga underarter finns listade i Catalogue of Life.